# Cedar County, Nebraska
Cedar County är ett administrativt område i delstaten Nebraska, USA, med 8 852
invånare. Den administrativa huvudorten (county seat) är Hartington. 

## Geografi
Enligt United States Census Bureau så har countyt en total area på 18 55 km². 1 917 km² av den arean är land och 16 km² är vatten. 

### Angränsande countyn
- Clay County, South Dakota - nordost
- Dixon County - öst
- Wayne County - sydost
- Pierce County - sydväst
- Knox County - väst
- Yankton County, South Dakota - nordväst

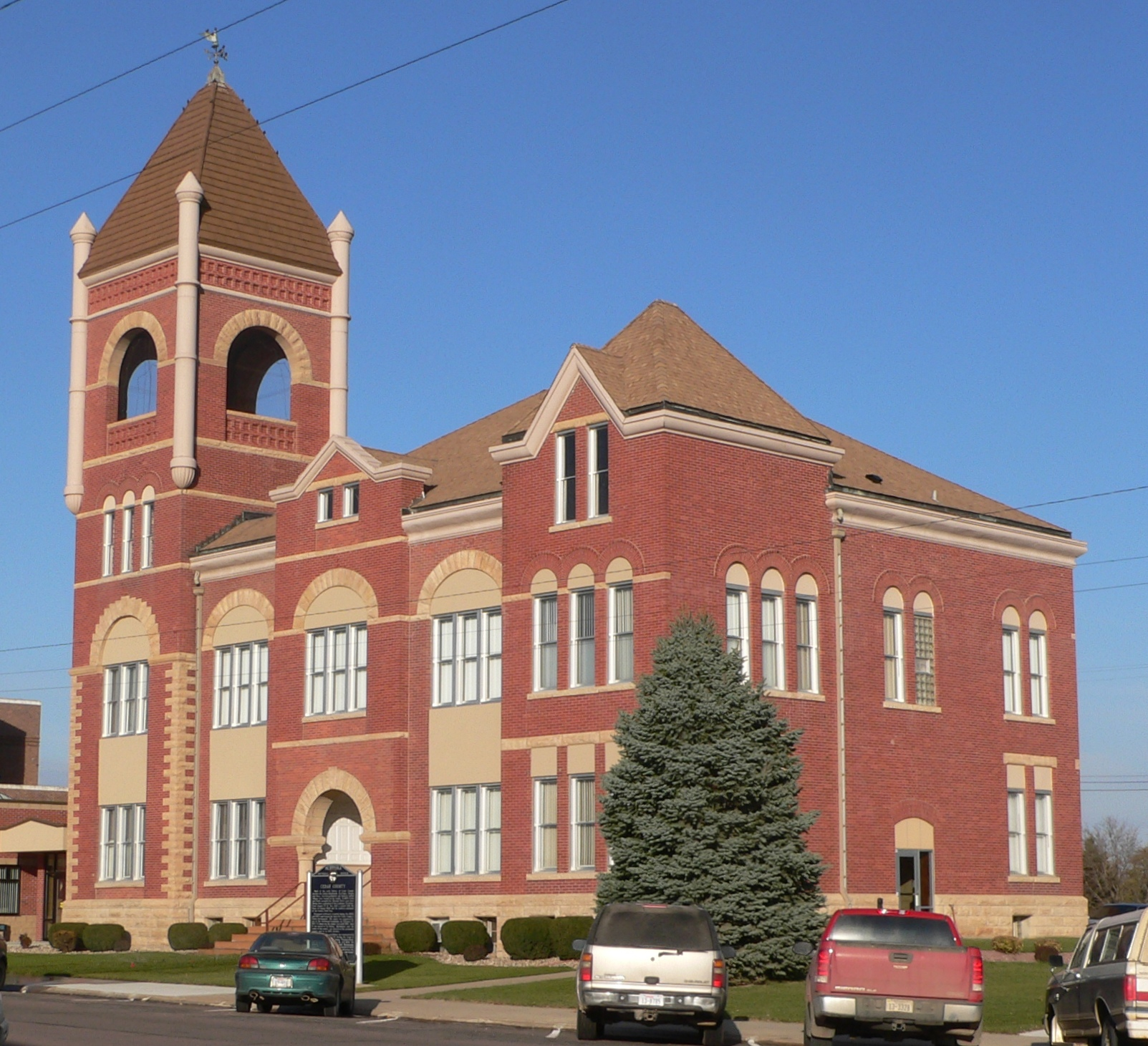
Cedar County courthouse i Hartington.